# يوسف بدروس

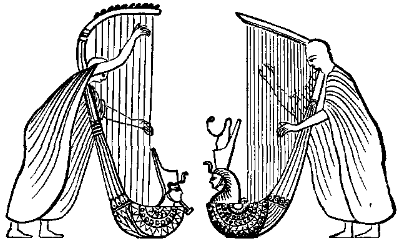
صورة توضيحية من الموسوعة الكتابية

يوسف بدروس (1909 - 11 أغسطس 1987) شاعر وموسيقي مصري.

## حياته
كان أول شاعر يكتب لفريد الأطرش بقصد التلحين، فعندما قدم فريد للاعتماد مطربا في الإذاعة وامتحنته اللجنة قال له المدير الفني للإذاعة أحضر أغنية ملحنة وتعال، فهرع إلى صديقه يوسف بدروس الذي كتب له باكورة ألحانه (بحب من غير أمل) وهي أول عمل يذاع لفريد الأطرش مطلقا بعد ياريتني طير التي كانت من شعر وألحان يحيى اللبابيدي وكان ذلك في أوائل العام 1935.
يعتبر أكثر شاعر غنائي تعامل مع فريد الأطرش إذ نظم له العشرات من الأغنيات الشهيرة وكانت مرحلة فنية ثرية في مسيرة الصديقين. وظلت العلاقة وثيقة بين فريد الاطرش ويوسف بدروس ثم شهدت خفوتا في الخمسينات.

## أعماله
تضم هذه القائمة أغاني فريد الأطرش من شعر يوسف بدروس:
- ابكي يا عيني يوسف بدروس فريد الأطرش من فيلم مقدرش
- أحلف لك يوسف بدروس.فريد فيلم إنت حبيبي
- احلف لي
- آخر كذبة يوسف بدروس فريد فيلم آخر كذبة
- اعمل ايه
- الهام الجديد
- إمتى تعود
- أنا قلبي بيقول يوسف بدروس فريد فيلم بلبل أفندي
- أنساك وأفتكرك تاني
- بتسأليني عن حالي
- بحب من غير أمل يوسف بدروس فريد أول ألحان فريد الأطرش
- حبيبي فين يوسف بدروس فريد فيلم مقدرش
- حبيت وكان
- رح يجي يوم وتحبيني
- ساعة بقرب الحبيب يوسف بدروس فريد فيلم شهر العسل
- ساعة الوداع
- الشريد
- صدقيني
- طلع الفجر
- عتاب الحبيب
- عرفت مقدارك
- عمري ما حقدر أنساكي
- ليه يا روحي يوسف بدروس فريد فيلم أحلام الشباب
- من يوم جفاكي
- نداء الليل
- نشيد الحبيب
- وحيتاك يوسف بدروس فريد فيلم انتصار الشباب
- يا ريت تذوقني
- يا فرحتي يوم ما تجيني
- ياللي مواعدني يوسف بدروس فريد فلم شهر العسل
- يا مصر كنت في غربة وحيد يوسف بدروس فريد غناها بعد عودته من لندن عام 1940
- يا نسمة تسري
- يوم اللقاء